# Neutrebbin
Neutrebbin är en kommun och ort i Tyskland, belägen i Landkreis Märkisch-Oderland i förbundslandet Brandenburg, sydost om staden Wriezen. Neutrebbins kommun förvaltas som en av kommunerna i kommunalförbundet Amt Barnim-Oderbruch, med säte i den närbelägna staden Wriezen.
Neutrebbin är historiskt känt för sin uppfödning av gäss och för sina många korsvirkeshus.

## Historia
Orten grundades 1755 under den torrläggning av Oderbruch som genomfördes på order av Fredrik II av Preussen. Kommunen har sina nuvarande gränser sedan 1990-talet, då byarna Wuschewier (1995), Altbarnim och Alttrebbin (1997) slogs ihop med Neutrebbins kommun.